# Rob Liefeld
Rob Liefeld (Anaheim, 3 oktober 1967) is een Amerikaans comictekenaar. Hij is de bedenker van onder anderen Deadpool, Cable en X-Force. Liefeld was in 1992 een van de oprichters van Image Comics, waarbinnen hij uitgeverij Extreme Studios begon, een van de zes oorspronkelijke takken van Image. Zijn tekenstijl wordt gekenmerkt door superhelden met buitenproportionele spiermassa's, verhoudingsgewijs kleine voeten en veel aandacht voor wapenuitrustingen.

## Image Comics
Liefeld haakte eind jaren 80 aan als comictekenaar toen hij een paar opdrachten kreeg van onafhankelijke uitgeverijen. Daaropvolgend nam DC Comics hem aan om te werken aan onder meer een miniserie rondom de titelpersonages Hawk and Dove.
In 1989 verhuisde Liefeld naar DC's grote concurrent Marvel Comics. Daar vestigde hij zijn naam definitief. De verkoopcijfers van New Mutants gingen omhoog toen Liefeld daaraan ging werken. Hij bedacht samen met Fabian Nicieza ook het personage Deadpool, dat hij in deze serie introduceerde. Toen Marvel en hij de serie hernoemden tot X-Force, waarbinnen Liefeld inhoudelijk inmiddels bijna alles te zeggen had, vestigde Marvel met de verkoopcijfers een record. Van het eerste deel van de serie gingen meer dan 4.000.000 exemplaren over de toonbank (later verbrak mede-oprichter van Image Jim Lee dat record met het eerste deel van een nieuwe serie X-Men). Hij introduceerde in deze serie onder andere het personage Cable, samen met Louise Simonson.
Liefeld raakte bij Marvel op den duur ontevreden over het feit dat alles wat hij bedacht automatisch eigendom werd van de uitgeverij. Daarom begon hij in 1992 samen met Todd McFarlane, Jim Lee, Jim Valentino, Marc Silvestri, Erik Larsen en Whilce Portacio uitgeverij Image Comics, waarbinnen de creatieve ideeën eigendom bleven van de bedenker daarvan. De eerste uitgave die Image Comics op de markt bracht, was het eerste deel van Liefelds serie Youngblood.

## Breuk met Image
Onderwijl dat Liefeld Extreme Studios bestierde, hield hij er ook uitgeverij Maximum Press op na, dat buiten Image opereerde. Daardoor kwam er discussie tussen hem en de andere Image-oprichters over vermeende belangenverstrengeling. Hij zou Image-budget gebruiken voor de promotionele doeleinden van Maximum Press, creatief eigendom van Image-collega's daarvoor kopiëren en andere herenakkoorden met voeten treden. Om die reden verliet Marc Silvestri met zijn tak van het bedrijf Image. Vlak voor de andere leden Liefeld uit Image wilden zetten, kondigde hij zelf middels een persbericht zijn vertrek aan. Hij vervolgde zijn carrière met uitgaves in eigen beheer van onder meer zijn nieuwe uitgeverij Awesome Comics en met verschillende projecten die hij weer uit ging voeren voor Marvel Comics, zoals (opnieuw) X-Force en de inmiddels solotitel van titelpersonage Cable.
- Biblioteca Nacional de España: XX999964
- Bibliothèque nationale de France: cb165398910 (data)
- Gemeinsame Normdatei: 1066400725
- International Standard Name Identifier: 0000 0003 5641 3202
- Library of Congress Control Number: n95002585
- Nationale Bibliotheek van Tsjechië: xx0213650
- Nationale Bibliotheek van Israël: 987012501680305171
- Virtual International Authority File: 185228751
- WorldCat: E39PBJfrQqDKDVtqPgp4dGwwG3